# Jéssica Andrade
Jéssica Andrade (Umuarama, Paraná; 25 de septiembre de 1991) es una artista marcial mixta brasileña que actualmente compite en la categoría de peso mosca femenino en Ultimate Fighting Championship. Andrade fue campeona de peso paja de UFC en una ocasión y es la única mujer en la historia de UFC en competir en 3 categorías de peso diferentes (paja, mosca y gallo). Actualmente, ocupa el puesto número #5 en la clasificación de peso paja femenino de UFC , el puesto #5 en la clasificación de peso mosca femenino de UFC y el puesto #11 en la clasificación libra por libra femenina de UFC

## Primeros años
Andrade nació el 25 de septiembre de 1991 en Umuarama, Paraná, de padres agricultores Julio y Neusa Andrade. Ella es de ascendencia nativa brasileña a través de su bisabuela. Andrade y su hermano mayor Fernando trabajaron en los campos de plantación de sus padres durante su infancia hasta que la finca fue municipalizada, lo que llevó a la prohibición del trabajo de menores de edad. A la edad de 14 años, comenzó a trabajar en un estanque de pesca y pago y luego repartió medicamentos para una farmacia. Andrade creció jugando fútbol y fútbol sala, aspirando a convertirse en futbolista profesional. Tuvo éxito y finalmente le ofrecieron jugar en un club de São Paulo , pero sus padres le prohibieron mudarse. Durante la escuela, Andrade comenzó a entrenar judo y poco después, en 2011, jiu-jitsu. 
Sus compañeros de equipo acuñaron el apodo de bate estaca ( pilote ), un término utilizado en Brasil para los golpes al cuerpo (también conocido como edad Daki ),  después de una de sus primeras competiciones amateur de BJJ , cuando Andrade fue atrapada con una llave de brazo . entró en pánico y realizó el movimiento ilegal contra su oponente levantándola y luego golpeando su cabeza directamente contra la colchoneta. Para sorpresa de Andrade, fue inmediatamente descalificada

## Vida personal
Andrade se casó con su novia de toda la vida Fernanda (de soltera Gomes) en 2019.  La pareja se divorció en algún momento de 2023. 
El 30 de mayo de 2019, Andrade y Fernanda fueron asaltados a punta de pistola, les robaron su automóvil y sus teléfonos móviles en Brasil.

## Carrera en artes marciales mixtas

### Inicios
Andrade hizo su debut profesional en artes marciales mixtas el 6 de septiembre de 2011. Ganó ocho de sus primeras diez peleas en su país natal, Brasil.
El 14 de abril de 2013, Andrade peleó fuera de Brasil por primera vez cuando ganó por sumisión a Milana Dudieva en ProFC 47: Rusia contra Europa en Rostov-on-Don, Rusia.

### Ultimate Fighting Championship
Liz Carmouche estaba programada para enfrentarse a la excampeona de peso gallo de Strikeforce, Miesha Tate en el UFC on FOX 8, pero Tate reemplazó tras una lesión a Cat Zingano en The Ultimate Fighter. Andrade firmó con el UFC y se enfrentó a Carmouche en UFC on Fox: Johnson vs. Moraga el 23 de julio de 2013. Esto marcó la primera vez que dos peleadoras abiertamente homosexuales se enfrentaron en la UFC. Andrade perdió la pelea por TKO en la segunda ronda.
La segunda aparición de Andrade en UFC tuvo lugar el 26 de octubre de 2013, cuando se enfrentó a Rosi Sexton en el UFC Fight Night 30. Ganó la pelea por decisión unánime.
Se esperaba que Andrade se enfrentara a la ganadora femenina de TUF 18, Julianna Peña, en el UFC 171. Sin embargo, Peña se retiró de la pelea después de sufrir una lesión en la rodilla derecha y fue reemplazada por Raquel Pennington. Andrade ganó la pelea por decisión dividida.
Se esperaba que Andrade se enfrentara a Valerie Letourneau el 13 de septiembre de 2014, en el UFC Fight Night 51. Sin embargo, Letourneau se retiró debido a una lesión y Andrade se enfrentó a Larissa Pacheco. Ganó la pelea por sumisión en la primera ronda.
Andrade se enfrentó a Marion Reneau el 22 de febrero de 2015, en el UFC Fight Night 61. Perdió la pelea por sumisión en la primera ronda.
Andrade se enfrentó a Sarah Moras el 15 de julio de 2015 en el UFC Fight Night 71. Ganó la pelea por decisión unánime.
Andrade reemplazó a Liz Carmouche tras una lesión para enfrentarse a Raquel Pennington en el UFC 191. Perdió la pelea por sumisión en la segunda ronda.
En octubre de 2015, anunció su decisión de bajar a la división de peso paja. Andrade enfrentó a la ex retadora al título Jessica Penne en su nueva categoría de peso el 4 de junio de 2016, en el UFC 199, ganando el combate a través del TKO en la segunda ronda.
Andrade se enfrentó a Joanne Wood el 10 de septiembre de 2016, en el UFC 203. Ganó la pelea por sumisión en la primera ronda.
Andrade y la excampeona de peso paja de Invicta FC, Angela Hill, fueron programadas para una pelea en el UFC 207. Sin embargo, la pelea nunca se materializó para ese evento debido a una regla en la política antidopaje de UFC con la USADA. Posteriormente, Andrade fue retirada de esa tarjeta y la pelea fue reprogramada para que tuviera lugar en UFC Fight Night 104 el 4 de febrero de 2017. Andrade ganó la pelea por decisión unánime. Además, ambas peleadoras recibieron el premio a la Pelea de la Noche.
Andrade se enfrentó a Joanna Jędrzejczyk por el Campeonato de Peso Paja de Mujeres de UFC el 13 de mayo de 2017, en el UFC 211 en Dallas, Texas. Perdió la pelea por decisión unánime.
Andrade se enfrentó a Cláudia Gadelha en el UFC Fight Night 117 el 23 de septiembre de 2017. Ganó la pelea por decisión unánime. Además, Andrade recibió su segundo premio a la Pelea de la Noche.
Andrade se enfrentó a Tecia Torres el 24 de febrero de 2018, en el UFC on Fox 28. Ganó la pelea por decisión unánime.
Andrade se enfrentó a Karolina Kowalkiewicz el 8 de septiembre de 2018, en el UFC 228. Ganó la pelea por nocaut en la primera ronda. Además, recibió el premio a la Actuación de la Noche.
Andrade se enfrentó a Rose Namajunas por el Campeonato Femenino de Peso Paja de UFC el 11 de mayo de 2019, en UFC 237. Ganó el combate por nocaut en el segundo asalto. Esta victoria le valió los premios a la Pelea de la Noche y Actuación de la Noche.
En la primera defensa de su título, Andrade se enfrentó a Zhang Weili el 31 de agosto de 2019, en el evento principal de UFC Fight Night: Andrade vs. Zhang. Perdió el combate por nocaut técnico en el primer asalto.
Andrade estaba programada para enfrentarse a Rose Namajunas para una revancha el 18 de abril de 2020 en UFC 249. El 9 de abril de 2020, Namajunas se retiró por razones no reveladas. En su lugar, el combate fue reprogramado y finalmente tuvo lugar el 12 de julio de 2020 en UFC 251. Andrade perdió el combate por decisión dividida. Este combate le valió el premio a la Pelea de la Noche.
Tras dos derrotas consecutivas en el peso paja, Andrade luchó contra Katlyn Chookagian en un combate de peso mosca el 18 de octubre de 2020, en UFC Fight Night: Ortega vs. The Korean Zombie. Andrade derrotó a Chookagian por nocaut técnico en el primer asalto y se convirtió en la primera mujer de la UFC en ganar en tres divisiones de peso diferentes (peso gallo, peso paja y peso mosca). Esta victoria le valió el premio a la Actuación de la Noche.
Andrade se enfrentó a Valentina Shevchenko por el Campeonato Femenino de Peso Mosca de la UFC el 24 de abril de 2021 en UFC 261. Fue dominada durante todo el combate y perdió en el segundo asalto por medio de codos mientras estaba en posición de crucifixión.
Andrade se enfrentó a Cynthia Calvillo el 25 de septiembre de 2021 en UFC 266. Ganó el combate por nocaut técnico en el primer asalto.

## Campeonatos y logros
- Ultimate Fighting Championship
  - Campeonato de Peso Paja de Mujeres de la UFC (una vez)
  - Actuación de la Noche (seis veces)
  - Pelea de la Noche (cinco veces)
  - Peleadora femenina con la mayor cantidad de peleas en la historia de UFC (28)
  - Peleadora femenina con la mayor cantidad de victorias en la historia de UFC (17)
  - Peleadora femenina con la mayor cantidad de bonos post-pelea en la historia de UFC (11)
  - Más finalizaciones en la historia de la división de peso paja femenino de UFC (6)
  - Más nocauts en la historia de la división de peso paja femenino de UFC (4)
  - Sexta mayor cantidad de derribos en la historia de la división de peso paja femenino de UFC (24)
  - Cuarto tiempo más bajo en la última posición en la historia de la división de peso paja femenino de UFC (2:28)
  - Tercera mayor cantidad de golpes conectados por minuto en la historia de la división de peso paja femenino de UFC (6,35)
  - Única mujer en la historia de UFC en ganar una pelea en tres categorías de peso
  - La mayor cantidad de peleas de una mujer en un año calendario en la historia de UFC (5, en 2023)

## Récord en artes marciales mixtas
| Resultado | Record | Oponente              | Método                                 | Evento                                        | Fecha                    | Ronda | Tiempo | Localización             | Notas                                                                                        |
| --------- | ------ | --------------------- | -------------------------------------- | --------------------------------------------- | ------------------------ | ----- | ------ | ------------------------ | -------------------------------------------------------------------------------------------- |
| Victoria  | 26–12  | Marina Rodriguez      | Decisión (dividida)                    | UFC 300                                       | 13 de abril de 2024      | 3     | 5:00   | Las Vegas, Nevada        |                                                                                              |
| Victoria  | 25–12  | Mackenzie Dern        | TKO (Puñetazo)                         | UFC 295                                       | 11 de noviembre de 2023  | 2     | 3:15   | New York City, New York, | Actuación de la noche                                                                        |
| Derrota   | 24–12  | Tatiana Suarez        | Sumusion (guillotine choke)            | UFC on ESPN: Sandhagen vs. Font               | 5 de agosto de 2023      | 2     | 1:31   | Nashville, Tennessee,    |                                                                                              |
| Derrota   | 24–11  | Yan Xiaonan           | KO (Puñetazos)                         | UFC 288                                       | 6 de mayo de 2023        | 1     | 2:20   | Newark, New Jersey,      | Regreso al peso paja                                                                         |
| Derrota   | 24–10  | Erin Blanchfield      | Sumision (rear-naked choke)            | UFC Fight Night: Andrade vs. Blanchfield      | 18 de febrero de 2023    | 2     | 1:37   | Las Vegas, Nevada,       |                                                                                              |
| Victoria  | 24–9   | Lauren Murphy         | Decisión (unánime)                     | UFC 283                                       | 21 de enero de 2023      | 3     | 5:00   | Rio de Janeiro,          |                                                                                              |
| Victoria  | 23–9   | Amanda Lemos          | Sumisión (standing arm-triangle choke) | UFC Fight Night: Lemos vs Andrade             | 23 de abril de 2022      | 1     | 3:13   | Las Vegas, Nevada        | Actuación de la Noche                                                                        |
| Victoria  | 22–9   | Cynthia Calvillo      | TKO (puñetazos)                        | UFC 266                                       | 25 de septiembre de 2021 | 1     | 4:54   | Las Vegas, Nevada        |                                                                                              |
| Derrota   | 21–9   | Valentina Shevchenko  | TKO (golpes y codazos)                 | UFC 261                                       | 24 de abril de 2021      | 2     | 3:19   | Jacksonville, Florida    | Por el Campeonato de Peso Mosca de Mujeres de UFC.                                           |
| Victoria  | 21–8   | Katlyn Chookagian     | TKO (golpes al cuerpo)                 | UFC Fight Night: Ortega vs. The Korean Zombie | 18 de octubre de 2020    | 1     | 4:55   | Abu Dabi                 | Actuación de la Noche.                                                                       |
| Derrota   | 20–8   | Rose Namajunas        | Decisión (dividida)                    | UFC 251                                       | 11 de julio de 2020      | 3     | 5:00   | Abu Dabi                 | Pelea de la Noche.                                                                           |
| Derrota   | 20–7   | Weili Zhang           | TKO (rodillazos y golpes)              | UFC Fight Night: Andrade vs. Zhang            | 31 de agosto de 2019     | 1     | 0:42   | Shenzhen                 | Perdió el Campeonato de Peso Paja de Mujeres de UFC.                                         |
| Victoria  | 20–6   | Rose Namajunas        | KO (Slam)                              | UFC 237                                       | 11 de mayo de 2019       | 2     | 2:58   | Río de Janeiro           | Ganó el Campeonato de Peso Paja de Mujeres de UFC; Actuación de la Noche; Pelea de la Noche. |
| Victoria  | 19–6   | Karolina Kowalkiewicz | KO (golpe)                             | UFC 228                                       | 8 de septiembre de 2018  | 1     | 1:58   | Dallas, Texas            | Actuación de la Noche.                                                                       |
| Victoria  | 18–6   | Tecia Torres          | Decisión (unánime)                     | UFC on Fox: Emmett vs. Stephens               | 24 de febrero de 2018    | 3     | 5:00   | Orlando, Florida         |                                                                                              |
| Victoria  | 17–6   | Cláudia Gadelha       | Decisión (unánime)                     | UFC Fight Night: Saint Preux vs. Okami        | 23 de septiembre de 2017 | 3     | 5:00   | Saitama                  | Pelea de la Noche.                                                                           |
| Derrota   | 16–6   | Joanna Jędrzejczyk    | Decisión (unánime)                     | UFC 211                                       | 13 de mayo de 2017       | 5     | 5:00   | Dallas, Texas            | Por el Campeonato de Peso Paja de Mujeres de UFC.                                            |
| Victoria  | 16–5   | Angela Hill           | Decisión (unánime)                     | UFC Fight Night: Bermudez vs. Korean Zombie   | 4 de febrero de 2017     | 3     | 5:00   | Houston, Texas           | Pelea de la Noche.                                                                           |
| Victoria  | 15–5   | Joanne Wood           | Sumisión (guillotine choke)            | UFC 203                                       | 10 de septiembre de 2016 | 1     | 4:38   | Cleveland, Ohio          | Actuación de la Noche.                                                                       |
| Victoria  | 14–5   | Jessica Penne         | TKO (golpes)                           | UFC 199                                       | 4 de junio de 2016       | 2     | 2:56   | Inglewood, California    |                                                                                              |
| Derrota   | 13–5   | Raquel Pennington     | Sumisión (rear-naked choke)            | UFC 191                                       | 5 de septiembre de 2015  | 2     | 4:58   | Las Vegas, Nevada        |                                                                                              |
| Victoria  | 13–4   | Sarah Moras           | Decisión (unánime)                     | UFC Fight Night: Mir vs. Duffee               | 15 de julio de 2015      | 3     | 5:00   | San Diego, California    |                                                                                              |
| Derrota   | 12–4   | Marion Reneau         | Sumisión (triangle choke)              | UFC Fight Night: Bigfoot vs. Mir              | 22 de febrero de 2015    | 1     | 1:54   | Porto Alegre             |                                                                                              |
| Victoria  | 12–3   | Larissa Pacheco       | Sumisión (guillotine choke)            | UFC Fight Night: Bigfoot vs. Arlovski         | 13 de septiembre de 2014 | 1     | 4:33   | Brasília                 |                                                                                              |
| Victoria  | 11–3   | Raquel Pennington     | Decisión (dividida)                    | UFC 171                                       | 15 de marzo de 2014      | 3     | 5:00   | Dallas, Texas            |                                                                                              |
| Victoria  | 10–3   | Rosi Sexton           | Decisión (unánime)                     | UFC Fight Night: Machida vs. Muñoz            | 26 de octubre de 2013    | 3     | 5:00   | Mánchester               |                                                                                              |
| Derrota   | 9–3    | Liz Carmouche         | TKO (golpes y codazos)                 | UFC on Fox: Johnson vs. Moraga                | 27 de julio de 2013      | 2     | 3:57   | Seattle, Washington      |                                                                                              |
| Victoria  | 9–2    | Milana Dudieva        | Sumisión (guillotine choke)            | ProFC 47: Russia vs. Europe                   | 14 de abril de 2013      | 2     | 4:34   | Rostov-on-Don            |                                                                                              |
| Victoria  | 8–2    | Luciana Pereira       | Sumisión (rear-naked choke)            | Web Fight Combat 1                            | 27 de enero de 2013      | 2     | 3:35   | Río de Janeiro           |                                                                                              |
| Derrota   | 7–2    | Jennifer Maia         | Decisión (unánime)                     | Samurai FC 9: Water vs. Fire                  | 15 de diciembre de 2012  | 3     | 5:00   | Curitiba                 |                                                                                              |
| Victoria  | 7–1    | Vanessa Silva         | TKO (golpes)                           | Heavy Fighting Championship 2                 | 13 de octubre de 2012    | 1     | 1:15   | Cascavel                 |                                                                                              |
| Victoria  | 6–1    | Alessandra Silva      | Sumisión (guillotine choke)            | Strike Combat                                 | 15 de septiembre de 2012 | 1     | 3:29   | Foz do Iguaçu            |                                                                                              |
| Victoria  | 5–1    | Duda Yankovich        | Sumisión (guillotine choke)            | Bitetti Combat 12: Oswaldo Paqueta            | 8 de septiembre de 2012  | 1     | 3:02   | Río de Janeiro           |                                                                                              |
| Victoria  | 4–1    | Juliana Silva         | Sumisión (guillotine choke)            | Ring of Fire 4: In the Faive                  | 28 de agosto de 2012     | 1     | 1:14   | Presidente Venceslau     |                                                                                              |
| Victoria  | 3–1    | Lilian Correia        | TKO (golpe al cuerpo)                  | Heavy Fighting Championship 1                 | 20 de mayo de 2012       | 2     |        | Cascavel                 |                                                                                              |
| Derrota   | 2–1    | Kinberly Novaes       | TKO (golpes y rodillazos)              | Nitrix: Champion Fight 11                     | 5 de mayo de 2012        | 2     | 2:42   | Joinville                |                                                                                              |
| Victoria  | 2–0    | Bruna Fernandes       | TKO (golpes)                           | Wako Grand Prix 3                             | 19 de noviembre de 2011  | 1     | 2:06   | Avaré                    |                                                                                              |
| Victoria  | 1–0    | Weidy Borges          | TKO (golpes)                           | Sagaz Combat                                  | 6 de septiembre de 2011  | 2     | 3:40   | Umuarama                 |                                                                                              |